# Puna Pau
Puna Pau to niewielki nieczynny kamieniołom na  stożku wulkanicznym. Znajduje się on na obrzeżach miasta Hanga Roa na Wyspie Wielkanocnej. Od nazwy kamieniołomu swoją nazwę wzięła jedna z sekcji Parku Narodowego Rapa Nui.
Puna Pau mimo niepozornych rozmiarów należało do najważniejszych miejsc na wyspie, ponieważ było tu jedyne źródło scorii - czerwonej skały, z której mieszkańcy wyrabiali pukao zdobiące część posągów moai. Oprócz tego surowce z Puna Pau wykorzystywano w późniejszym czasie jako budulec dla tukuturi i w niektórych petroglifach.

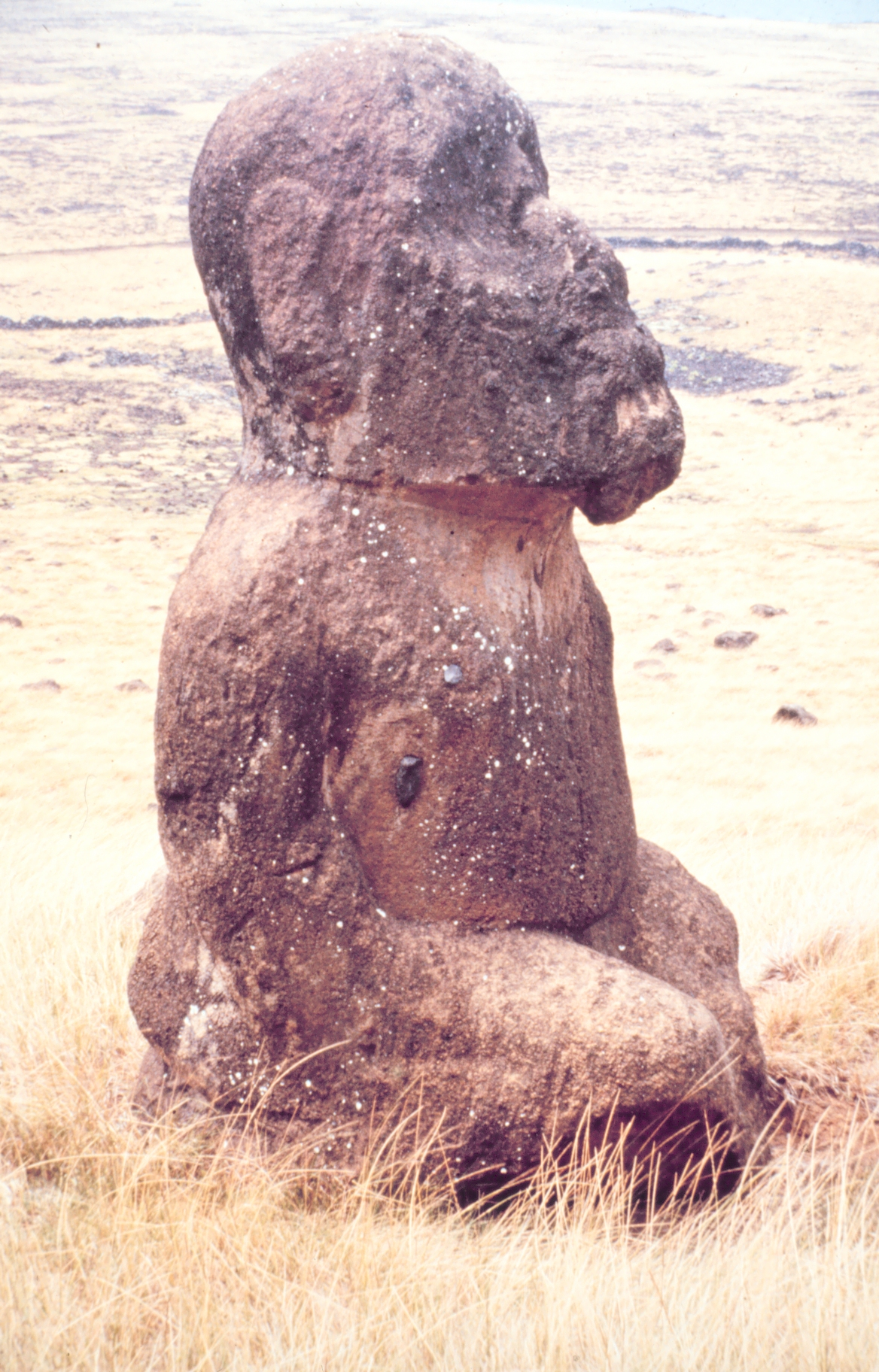
Wykonany w Puna Pau tukuturi
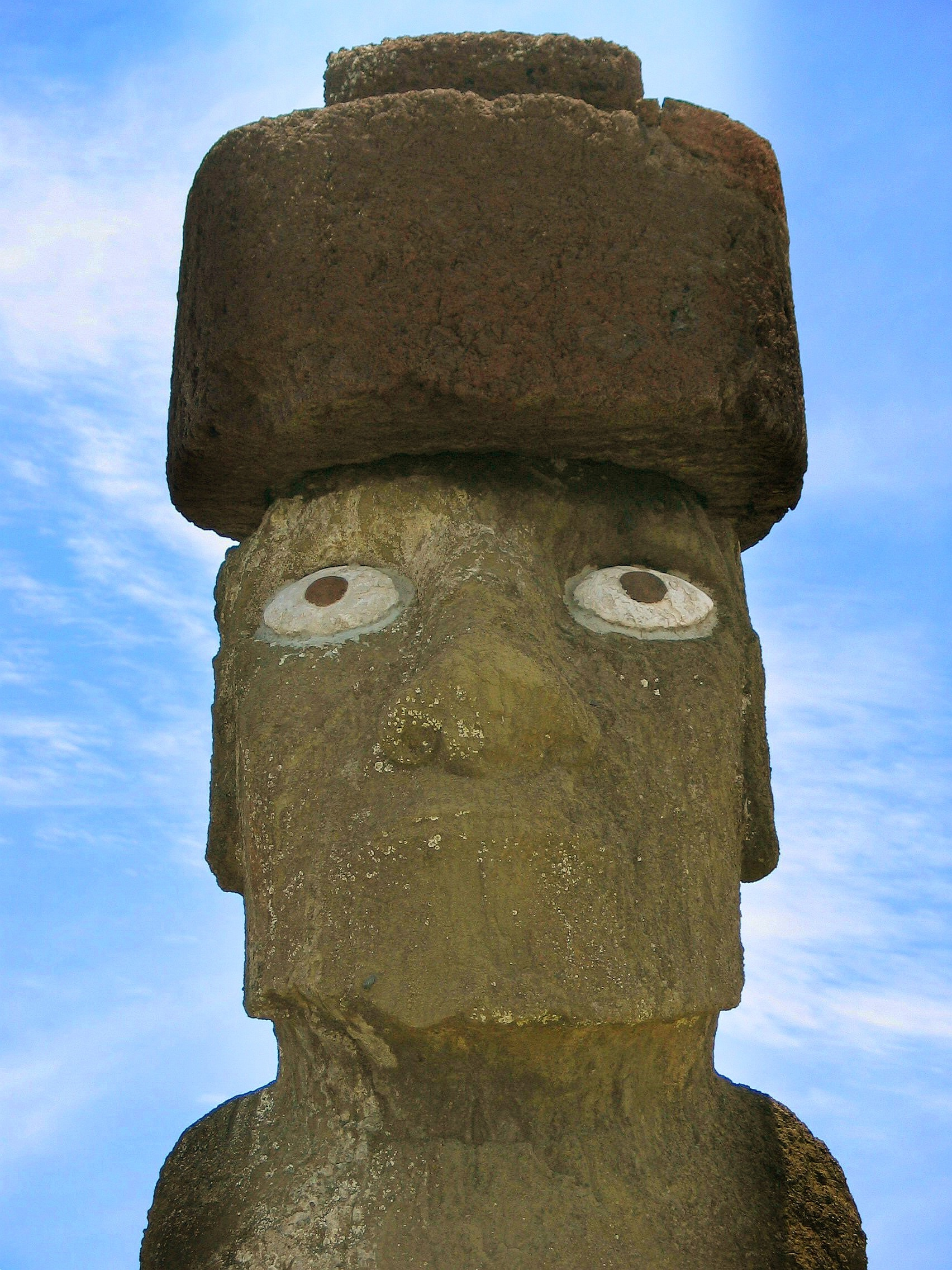
Moai z charakterystycznym pukao